# Adiantum taiwanianum
Adiantum taiwanianum är en kantbräkenväxtart som beskrevs av Tag. Adiantum taiwanianum ingår i släktet Adiantum och familjen Pteridaceae. Inga underarter finns listade.